# Jacques-Édouard Berger
 (avril 2023).
Si vous disposez d'ouvrages ou d'articles de référence ou si vous connaissez des sites web de qualité traitant du thème abordé ici, merci de compléter l'article en donnant les références utiles à sa vérifiabilité et en les liant à la section « Notes et références ».
Pour les articles homonymes, voir Berger (homonymie).
Jacques-Édouard Berger (24 mai 1945 - 10 novembre 1993) est un historien de l'art et égyptologue suisse.
Il est conservateur au musée cantonal des beaux-arts de Lausanne, chargé de cours à l'École polytechnique fédérale de Lausanne (EPFL, département des Sciences humaines) et à l'École cantonale d'arts de Lausanne, collaborateur scientifique de la radio suisse romande (RSR), écrivain, conférencier (direction de l'Association Pour l'art, cycles de cours-conférences et voyages culturels), membre ordinaire de l'ICOM (International Council of Museums - Conseil international des musées), membre du Comité exécutif de la Campagne internationale pour la création du musée de la Nubie à Assouan et du musée national de la civilisation égyptienne au Caire, nommé par la Conférence générale de l'UNESCO (participation aux travaux du comité dès la session de février à Assouan), critique d'art pour de nombreux journaux (articles et critiques dans La Tribune de Lausanne, Perspectives, L'Alliance culturelle, Museum, L'Hebdo, etc.).

## Études
Fils de l'historien de l'art et sémiologue René Berger, Jacques-Édouard Berger fait des études à l'Université de Lausanne, où il obtient, en 1969, une licence ès lettres. Il poursuit sa formation par un complément de licence en égyptologie à l'université de Genève, de 1971 à 1973.

## Carrière
Au cours de nombreux voyages autour du monde entier, il rassemble des œuvres d'art qui sont devenues sa collection personnelle. Celle-ci a été confiée au musée de design et d'arts appliqués contemporains de Lausanne (MUDAC). Il a également conduit pendant des années des groupes sur le chemin des civilisations anciennes auxquelles il était particulièrement attaché, entre autres l'Égypte, la Chine, l'Inde, le Japon, la Birmanie, le Laos, la Thaïlande, à quoi s'ajoutent de très nombreux périples tant en Europe qu'aux États-Unis. Tout en partageant ses découvertes et sa passion avec ses compagnons de voyage, il n'a cessé de photographier les lieux et les œuvres qu'il aimait. Pour preuve, l'impressionnante collection de plus de 125 000 diapositives qu'il a réunies et dont il tirait la matière de ses cours et de ses conférences, qu'il concevait en fonction du pouvoir de révélation de l'œuvre d'art. Ses diapositives ont été numérisées par la fondation Jacques-Édouard Berger et mises gratuitement à la disposition de tous sur Internet.

## Publications
- L'Œil et l'Éternité : portraits romains d'Égypte, Flammarion, Paris, 1977.
- [collectif], El-Fayyum - I Segni dell'Uomo, Franco Maria Ricci, Milan, 1978 (édition française : 1985, 1995).
- Pierres d'Égypte, Éditions Pour l'Art, Lausanne, 1987.
- Un regard partagé, édition Fondation Jacques-Édouard Berger, 1995.
- Philippe Germond, Le monde symbolique des amulettes égyptiennes, Édition des 5 Continents, Milan, 2005 (documents en provenance de la collection Jacques-Édouard Berger).